# Cercami (romanzo)
(Pensiero di Elio nel romanzo)
Cercami (Find Me) è un romanzo dello scrittore statunitense André Aciman, pubblicato nel 2019.
Il romanzo segue le vicende di Samuel "Sami" Perlman, suo figlio Elio Perlman e Oliver diverso tempo dopo l'estate del 1987, ambientazione centrale introdotta, assieme ai personaggi stessi, nel libro precedente, sempre di Aciman, del 2007 Chiamami col tuo nome.

## Trama
Il romanzo è diviso in quattro sezioni: Tempo, Cadenza, Capriccio e Da capo. Ognuna delle sezioni si concentra su un diverso punto di vista del personaggio. Le sezioni variano in lunghezza, con Tempo che è la più lunga, quasi metà del libro, e Da capo la più corta.
Tempo: Dieci anni dopo gli eventi di Chiamami col tuo nome, Sami Perlman sta andando a Roma per tenere una conferenza, essendo professore universitario, e incontrare suo figlio Elio. Però, sul treno partito da Firenze, incontra una donna italiana più giovane di nome Miranda, una fotografa ribelle e poco incline alle relazioni, e che infatti all''inizio lo guarda malissimo. Tra i due però scoppia presto una forte attrazione che sfocia in una romantica e duratura relazione, che porterà addirittura ad avere un figlio insieme.
Cadenza: Cinque anni dopo le vicende di Sami e Miranda, la storia si sposta a Parigi, dove Elio, ormai trentenne, lavora come insegnante di pianoforte. Ad un concerto di musica classica incontra un uomo, di circa 30 anni più anziano, di nome Michel, con cui, dopo aver condiviso una romantica cena in un delizioso bistrot, inizia quasi subito una relazione sentimentale e passionale. 
Insieme i due si divertono ad assistere a concerti, come quello che li ha fatti incontrare, e a spettacoli: in particolare una domenica visitano, nella campagna francese, la casa dove Michel ha trascorso l'infanzia, e dove trovano un misterioso biglietto d'amore dedicato al padre di quest'ultimo da parte di un ragazzo, un certo Léon; è un caso che, alla fine, non riescono a risolvere e abbandonano, ma che lascia sottintendere una possibile relazione omosessuale che il padre ebbe in gioventù, ma che probabilmente soffocò per sposarsi e avere Michel. In questo fatto Michel si rispecchia molto, dato che anche lui, in fin dei conti, ha fatto la stessa cosa, "abbandonando" il suo amore per gli uomini sposandosi con una donna e avendo un figlio. 
Tornati a Parigi, dopo diverse settimane, però, mentre Michel, una mattina di novembre, confessa il suo sincero e totale amore per Elio, questo invece, pur non confessandolo esplicitamente, ma lasciandolo dedurre all'uomo, che lo dice al posto suo, capisce che, nonostante il sincero affetto che nutre per il maturo amante, il suo cuore apparterrà per sempre ad Oliver (il Matrimonio Farsa, come dice Michel). Così i due terminano la loro relazione pacificamente, non prima di essersi abbracciati teneramente, con Elio in lacrime, e aver affermato di amare entrambi il mese di novembre (nonostante all'inizio della loro storia avessero detto il contrario).
Capriccio: Diversi anni dopo, Oliver, professore anche lui, vive a New York con la moglie Micol e i due figli maschi (di cui non viene mai detto il nome) già adolescenti, ed è in procinto di trasferirsi nel New Hampshire per lavorare, appunto come insegnante di letteratura inglese (che già studiava durante l'estate della "vacanza studio" dell'87) in un college. 
Nonostante l'apparente vita felice, nutre una forte nostalgia per il tempo trascorso con Elio quando era uno studente universitario, tanto che, anche durante la festa d'addio che assieme a Micol ha organizzato a casa sua prima di partire per il New Hampshire, Oliver immagina, mentre un invitato sta suonando al piano la stessa sinfonia che Elio gli suonò vent'anni prima (la Sinfonia n. 1 di Bach), di parlare con Elio, che sia lì anche lui e stia sentendo tutto, sbeffeggiandolo.
Da capo: Dopo esattamente 20 anni di lontananza e continuo peregrinare senza mai incrociarsi, finalmente Elio e Oliver si ritrovano in Italia e, nonostante il timore iniziale di essere con l'età cambiati e quindi non più attratti l'uno dall'altro, fanno l'amore già la prima sera di nuovo insieme, e riallacciano la loro relazione romantica.

Sami è morto da qualche anno, ma prima ha avuto un figlio da Miranda, che insieme hanno chiamato Oliver, simbolo che, oltre ad Elio, nessuno, da quella lontana estate del 1987, ha mai dimenticato il giovane uomo che fece innamorare l'intera famiglia Perlman.

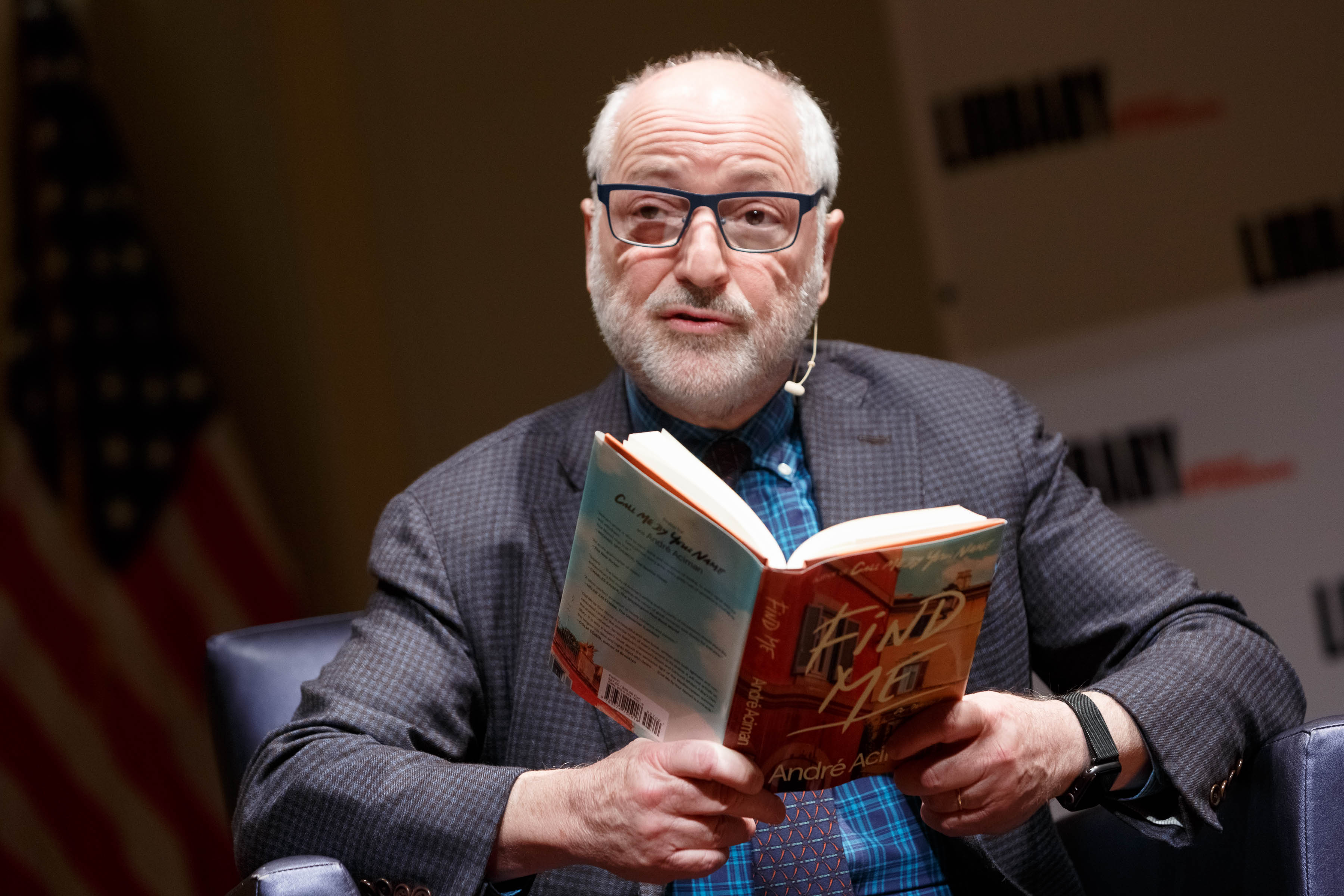
André Aciman con una copia del romanzo

## Pubblicazione
Il romanzo è stato pubblicato da Farrar, Straus and Giroux il 29 ottobre 2019, mentre in Italia da Guanda, il giorno precedente. La versione audiolibro è stata letta da Michael Stuhlbarg, che ha interpretato il ruolo del Sig. Sami Perlman nel film Chiamami col tuo nome.
Poco prima della sua uscita, l'11 ottobre 2019 la statunitense Vanity Fair ha pubblicato un estratto esclusivo del romanzo, insieme a due illustrazioni inedite, disegnate da Jenny Kroik.

## Edizioni
- André Aciman, Cercami, collana Narratori della Fenice, traduzione di Valeria Bastia, Guanda, 2019, ISBN 9788823522909.

## Accoglienza

### Critica
Cercami ha ricevuto recensioni contrastanti da parte della critica letteraria: infatti, per esempio, il sito web di recensioni Bookmarklet ha riportato 5 recensioni negative e 6 contrastanti, su un totale di 26.